# Alessia Nay
Alessia Nay (* 19. September 1995) ist eine Schweizer Mountainbike-Fahrerin, die sich auf den MTB-Marathon spezialisiert hat.

## Leben
Nay verbrachte als Kind viel Zeit in den  Graubündener Bergen. Mit 12 Jahren nahm sie an ihrem ersten Radrennen teil und mit 19 Jahren löste sie ihre erste Lizenz.
Seit 2025 fährt sie im Team BULLS Swiss.
Nay war 2024 und 2025 Schweizer Vizemeisterin im Mountainbike-Marathon.
Nay lebt in Zizers.

## Erfolge
2022
- Nationalpark Bike Marathon, Scuol[3]

2023
- 4 Islands Stage Race – XCMS (mit Liisa Ehrberg)[4]
- Schweizer Meisterschaften – Cross-Country Marathon[1]
- Extrème sur Loue[5]

2024
- Summer Bike Marathon[6]
- Eiger Bike-Challenge[7]
- Schweizer Meisterschaften – Cross-Country Marathon[8]
- Nationalpark Bike-Marathon[9]
- La Forestière – XCM[10]
- Bikeside MTB Festival[11]
- Extrème sur Loue[12]
- Bike Marathon Classics[11]
- MTB Alpine Cup[13]
- Swiss Cycling Jahresklassement[1]

2025
- Schweizer Meisterschaften – Cross-Country Marathon[2]
- Eiger Bike-Challenge[14]
- SPAR Swiss Epic (mit Kim Ames)[15]